# Dân Lý
Dân Lý là một xã thuộc huyện Triệu Sơn, là xã đầu tiên của Triệu Sơn tính theo Quốc lộ 47 từ thành phố Thanh Hóa.
Dân Lý là một xã thuần nông, trên địa bàn xã không có nghề phụ.

## Hành chính và giáo dục
Dân Lý gồm có 15 thôn. Trụ sở UBND đặt ở xóm 3(còn gọi là Thôn 4).
Dân Lý giáp với xã Dân Quyền, Minh Châu, Minh Dân, Tiến Nông và Nông Trường (thuộc huyện Triệu Sơn) và xã Đông Hoàng, Đông Ninh (thuộc thành phố Thanh Hóa). Trên địa bàn xã có chợ Thiều là nơi buôn bán, trao đổi hàng hoá của nhân dân trong xã và các xã khác, nằm trên Quốc lộ 47. Đây cũng chính là nguồn thu của xã.
Xã có 1 trường tiểu học và 1 trường trung học cơ sở đào tạo cho học sinh trong xã và cả học sinh đến từ các xã khác như Đông Hoàng, Tiến Nông. Các học sinh thường đạt giải cao trong các kỳ thi cấp huyện, tỉnh .

## Kinh tế
Toàn xã có tổng diện tích đất nông nghiệp 433,9 ha, và đã tiến hành chính sách cải cách ruộng đất dồn điền đổi thửa lần 1 vào năm 2000 - 2001 
Kinh tế xã không được phát triển do nhân dân không có nghề phụ. Toàn xã không có trang trại chăn nuôi nào.
Khu vực phát triển nhất của xã là Phố Thiều, có nhiều địa điểm giải trí, buôn bán. Xã cũng có quỹ tín dụng với số vốn lớn.

## Giao thông
Trên địa bàn xã có quốc lộ 47 chạy qua, có tuyến đường liên huyện.

## Y tế
Có một trạm y tế đạt chuẩn quốc gia, chăm sóc tốt sức khoẻ ban đầu cho nhân dân trong xã. Năm 2008, tại đây đã phát bệnh dịch tai xanh ở lợn, và chủ tịch UBND xã đã bị khiển trách vì chậm thông báo về hiện tình bệnh dịch và có biện pháp nhanh chóng để phòng chống và dẹp dịch 

## Địa điểm
Xã có một nơi được nhân dân gọi là "Nghè", nơi thờ vị tướng nhà Trần tên là Trần Khát Chân. Đây cũng là lý do nhân dân ở đây gọi chân là "cẳng", hay một số người gọi là "chưn", mà rất ít khi gọi là "chân". Vì lý do lịch sử Nghè đã bị một số người phá để lấy gỗ, đá dùng vào các việc khác, hiện nay vẫn có nhiều lời đồn về các câu chuyện này. Hiện tại với sự đóng góp của nhân dân nó đang được xây dưng lại nhưng không giống với trước. Hàng năm vẫn có ngày rước bàn thờ vị tướng này.